# Maria von Ostfelden
Maria von Ostfelden (née le 6 décembre 1896 à Stanislau dans l'empire austro-hongrois (aujourd'hui Ivano-Frankivsk en Ukraine) et décédée le 4 avril 1971 à Zurich) est une femme de théâtre suisse de nationalité autrichienne.
Fille d'Alois Franz Foitik Edlen von Ostfelden, capitaine de cavalerie, et de Luise Schuster. Elle suit des études à l'université de Vienne (1918-1920), puis un enseignement privé d'art dramatique, avant d'être engagée dans des théâtres autrichiens, polonais et allemands puis, dès la fin des années 1920, sur la scène berlinoise. Féministe militante, arrêtée à cause de ses activités antifascistes, elle fuit à Vienne en 1936, puis émigre à Zurich en 1939, où elle exerce en tant que professeure, metteuse en scène et comédienne. Entre 1942 et 1945, elle est membre de la communauté culturelle des émigrants. Elle étudie entre autres les sciences théâtrales à l'université de Zurich, où elle dirige un atelier de 1956 à 1959. Fondatrice (1964), puis directrice (jusqu'en 1971) du théâtre d'avant-garde Theater an der Winkelwiese (de), elle est honorée par la ville de Zurich en 1966.